# جامعة ماينز للعلوم التطبيقية
جامعة ماينز للعلوم التطبيقية (بالإنجليزية: University of Applied Sciences, Mainz)‏ هي كلية جامعية، تأسست في 1970م، في ألمانيا، وهي عضوة في Deutsches Forschungsnetz ‏، بلغ عدد طلابها 4,773 في 2012م.